# Langenhagen
Langenhagen és una població del districte de Hanover a la Baixa Saxònia, Alemanya.

## Història
Entre 1866 i 1868 Robert Koch hi treballà.
El 18 de juny de 1972, Ulrike Meinhof va ser arrestada a Langenhagen.
El 17 d'agost de 1982, hi va començar la producció en massa de Compact Discs.

## Economia
TUIfly té la seu a l'aeroport Hannover-Langenhagen.

## Galeria

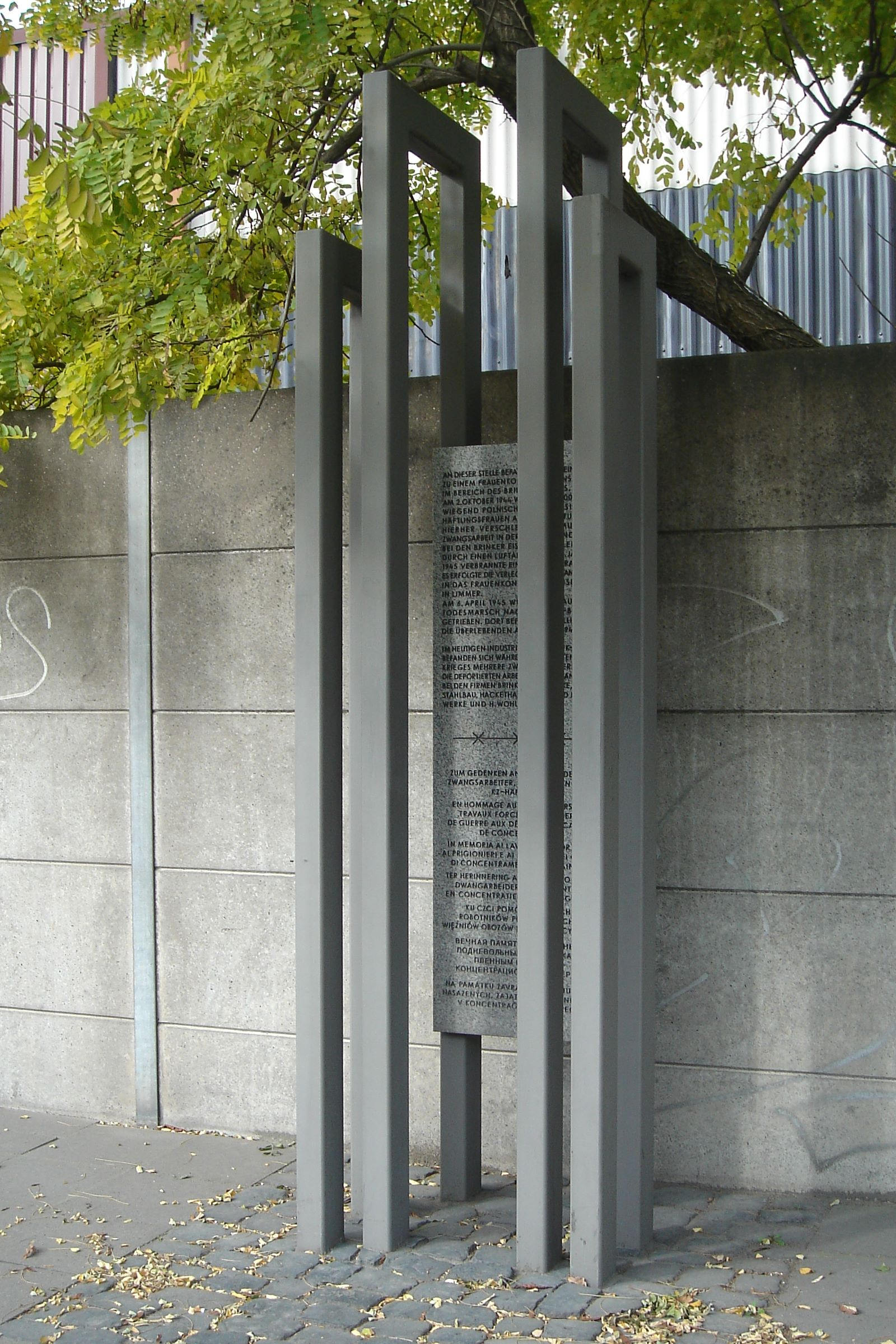
Memorial del camp de concentració de Langenhagen